# Elberton (Géorgie)
Pour les articles homonymes, voir Elberton.
La ville américaine d’Elberton est le siège du comté d’Elbert, dans l’État de Géorgie. Lors du recensement de 2000, sa population s’élevait à 4 743 habitants.

## Démographie
| 1810 | 1840 | 1880 | 1890  | 1900  | 1910  |
| ---- | ---- | ---- | ----- | ----- | ----- |
| 122  | 210  | 927  | 1 572 | 3 834 | 6 483 |

| 1920  | 1930  | 1940  | 1950  | 1960  | 1970  |
| ----- | ----- | ----- | ----- | ----- | ----- |
| 6 475 | 4 650 | 6 188 | 6 772 | 7 107 | 6 438 |

| 1980  | 1990  | 2000  | 2010  | - | - |
| ----- | ----- | ----- | ----- | - | - |
| 5 686 | 5 682 | 4 743 | 4 653 | - | - |

## Source
- (en) Cet article est partiellement ou en totalité issu de l’article de Wikipédia en anglais intitulé « Elbert, Georgia » (voir la liste des auteurs).